# Nationalliga A (Baseball)
Die Nationalliga A ist die höchste der drei Schweizer Spielklassen im Baseball. Neben der Nationalliga A (NLA) existiert die Nationalliga B (NLB) und die 1. Liga.
Die NLA besteht aus insgesamt acht Teams. Jedes Team bestreitet in der regulären Saison an 14 Spieltagen 28 Spiele. Die vier besten Teams der NLA spielen in den Playoffs mit Halbfinale und Finale im Modus Best-of-five um den Titel des Schweizer Meister im Baseball. Der Siebte spielt gegen den NLB-Zweiten und der Achte gegen den NLB-Ersten eine Best-of-three-Serie um den Klassenerhalt bzw. Aufstieg (Ausnahme: Zweitteams von NLA-Teams sind nicht berechtigt, Auf-/Abstiegsspiele zu bestreiten).

## Mannschaften
In der Saison 2019 haben folgende Mannschaften in der NLA gespielt:
| Team               | Feld                  | Platzierung Saison 2019 (Regular Season) |
| ------------------ | --------------------- | ---------------------------------------- |
| Bern Cardinals     | Bern Allmend          | 6.                                       |
| Luzern Eagles      | Luzern Hinterruopigen | 1.                                       |
| Sissach Frogs      | Sissach Tannenbrunn   | 5.                                       |
| Therwil Flyers     | Therwil Känelmatt     | 2.                                       |
| Wil Devils         | Wil Lindenhof         | 7.                                       |
| Zürich Barracudas  | Zürich Heerenschürli  | 3.                                       |
| Zürich Challengers | Zürich Heerenschürli  | 4.                                       |

## Swiss Baseball & Softball Federation (SBSF)
Seit 1980 gibt es Baseball auch in der Schweiz. Am 11. November fand im luzernischen Reussbühl zwischen den Lucerne White Sox und den Zürich Challengers das erste Baseballspiel hier zu Lande statt. Schon im Jahr darauf gründeten die Exponenten der beiden Vereine zusammen mit den Flyers aus Basel und Ceresio einen nationalen Verband, heute Swiss Baseball & Softball Federation (SBSF).
1982 wurde erstmals eine Schweizer Meisterschaft ausgetragen mit den Challengers als erstem Meister. Nach und nach wurden immer mehr Vereine gegründet, welche grösstenteils auch an der Schweizer Meisterschaft teilnehmen. Neben der Nationalliga A, die acht Teams umfasst, der Nationalliga B und der 1. Liga werden auch Meisterschaften in verschiedenen Altersklassen im Nachwuchsbereich durchgeführt. Eine Softballmeisterschaft gibt es seit 1987. Derzeit sind bei der SBSF knapp 1’000 aktive Spielerinnen und Spieler lizenziert.
Regelmässig reisen Nationalteams sowie Clubmannschaften an Europameisterschaften oder Europacupturniere. Seit dem Umbau der Sportanlage Heerenschürli in Zürich-Schwamendingen im Jahr 2009 steht dem Schweizer Baseball ein modernes Stadion zur Verfügung, das den internationalen Regeln entspricht und als nationales Leistungszentrum dient und einen Meilenstein in der Geschichte des Schweizer Baseballs darstellt. Zugleich ist es auch das Heimstadion der vier Zürcher Stadtvereine Barracudas, Challengers, Eighters und Lions.

## Frühere Wettbewerbe
- Schweizer Cupsieger Baseball, 2001 bis 2008